# Columbia County (Georgie)
Columbia County je okres ve státě Georgie ve Spojených státech amerických. K roku 2012 zde žilo 131 627 obyvatel. Oficiálním správním městem okresu je Appling, i když skutečným správním městem je Evans. Celková rozloha okresu činí 797 km². Vznikl v roce 1790.